# Kongskilde Industries

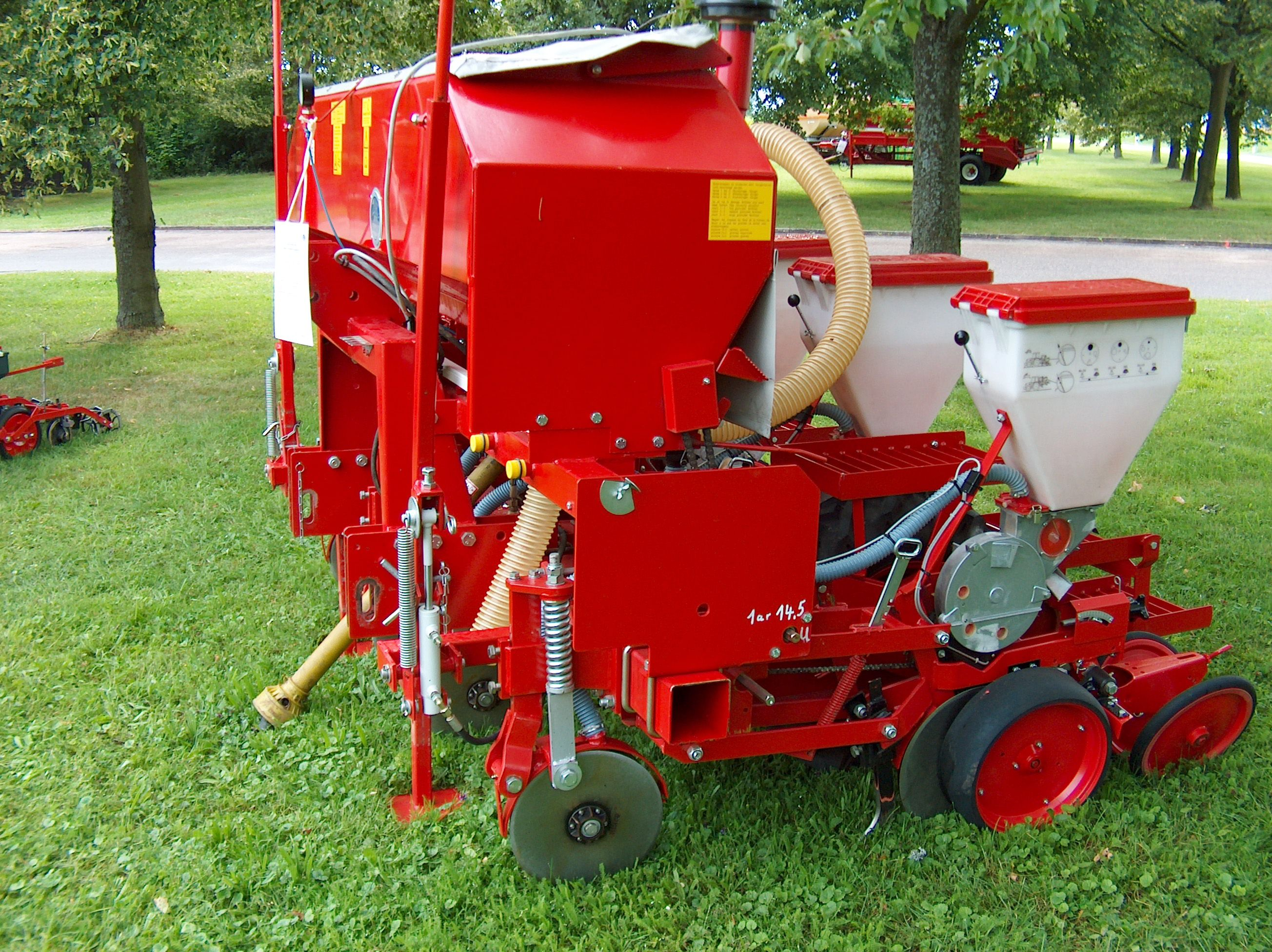
Maisdrille der Marke Becker, Typ Aeromat

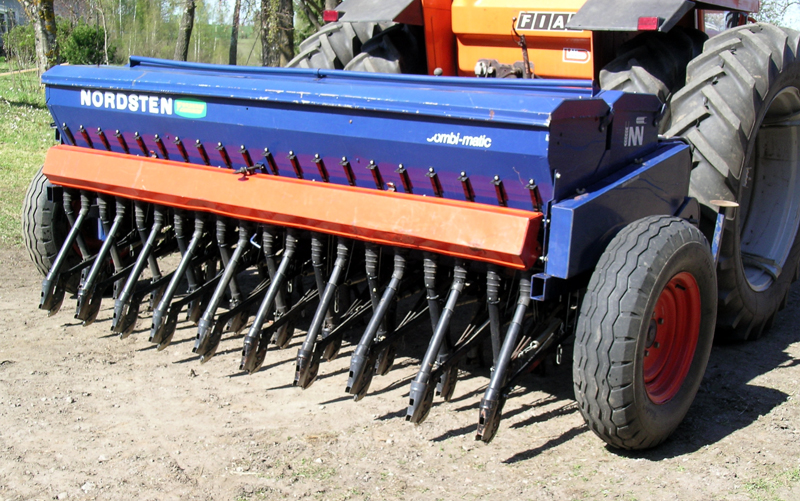
Nordsten Drillmaschine

Die Kongskilde Industries A/S ist ein Anlagenhersteller mit Sitz im dänischen Sorø, der in den Bereichen Getreidelagerung sowie im Industrieanlagenbau tätig ist. Die dänische Genossenschaft DLG ist ab 2007 100 % Eigentümer von Kongskilde Industries A/S. 

## Geschichte
Das Unternehmen Kongskilde wurde 1949 von Mogens Petersen und Hans Tyndeskov gegründet. Man begann damals mit der Produktion von Körnergebläsen. 1956 stieg man durch den Bau von Federzinkeneggen in die Bodenbearbeitung ein. 1997 wurde der Sämaschinenhersteller Becker aus Gieselwerder übernommen. 1998 wurde von der Electrolux-Gruppe der schwedische Pflughersteller Överum übernommen; dessen Anfänge liegen im Jahr 1654. Im Jahr 2000 wurden die Hersteller Howard und Nordsten übernommen, ebenso wurden Anteile an der Tim Maschinenfabrik gekauft.
Der Umsatz lag 2008 bei 928 Millionen Dänische Kronen (rund 124 Millionen Euro), im Krisenjahr 2009 bei 735 Millionen Dänisch Kronen (rund 99 Millionen Euro). Im September 2011 übernahm Kongskilde die Grünlandtechnik des Herstellers JF. In einer Pressemitteilung vom März 2015 gab Kongskilde bekannt, ihre Produkte künftig nur noch unter der Marke Kongskilde zu vermarkten. Die anderen Marken werden nicht mehr vertrieben. Im Juni 2015 wurde die Schließung des JF Werkes in Sønderborg bekannt gegeben, die Produktion wurde nach Kutno in Polen verlagert. Der Verkauf der Landmaschinensparte an CNH Industrial mit zwei Werken in Polen und Schweden wurde im Oktober 2016 bekannt gegeben und am 31. Januar 2017 abgeschlossen.

## Landmaschinensparte nach dem Verkauf an CNH
Der übernommene Bereich von Kongskilde wurde innerhalb von CNH in die Marke New-Holland integriert. Für den internationalen Markt wurden die Pflüge und Grubber unter der Marke New-Holland und in der typischen blauen New-Holland-Farbe verkauft. 2024 verkaufte CNH die Marke für Pflüge Överum mit dem Werk im gleichnamigen schwedischen Ort an den deutschen Investor FairCap. Wenige Monate später wurde die Sparte für Grubber und Futtermischwagen an den italienischen Hersteller Seko Industries verkauft. Das Werk in Kutno war nicht Teil des Verkaufs. Die Produktion wird nach Italien verlegt. Das Werk in Kutno wurde von CNH zurückbehalte und soll künftig andere Produkte produzieren.

## Produktpalette und Markennamen
Bei den Landmaschinen vermarktete man die Maschinen unter den Markennamen
- Kongskilde
- Howard
- Nordsten
- Becker
- Överum
- JF
- Juko
- Vitfoss

Zudem erwarb man Anteile an der TIM Maschinenfabrik. In Deutschland erfolgte der Vertrieb durch DANAGRI.
Neben Bodenbearbeitungsgeräten gehörten auch Steinsammler und Einzelkornsägeräte zum Programm.